# Eugenie
Eugenie (Eugenia) je rod rostlin z čeledi myrtovité. Je to rozsáhlý rod, zahrnující v současném taxonomickém pojetí více než 1000 druhů. Je nerovnoměrně rozšířen v tropech či subtropech všech kontinentů, převážná většina druhů roste v tropické Americe, kde se vyskytují na nejrůznějších stanovištích. Eugenie jsou keře a nevelké stromy s jednoduchými vstřícnými listy a bílými, čtyřčetnými květy s množstvím tyčinek. Plodem je bobule. Plody celé řady druhů jsou jedlé, jako ovocná dřevina se v tropech pěstuje zejména eugenie jednokvětá. Některé druhy eugenie mají význam v domorodé medicíně.
V současné taxonomii je od rodu eugenie oddělován rod hřebíčkovec (Syzygium), rozšířený v počtu asi 1200 druhů v tropech Starého světa, a několik menších rodů. Některé druhy byly naopak přeřazeny do rodu Myrcianthes či Luma. Pod názvem Eugenia myrtifolia nebo martej myrtolistá je v České republice jako pokojová a užitková rostlina prodáván australský druh hřebíčkovce Syzygium australe.

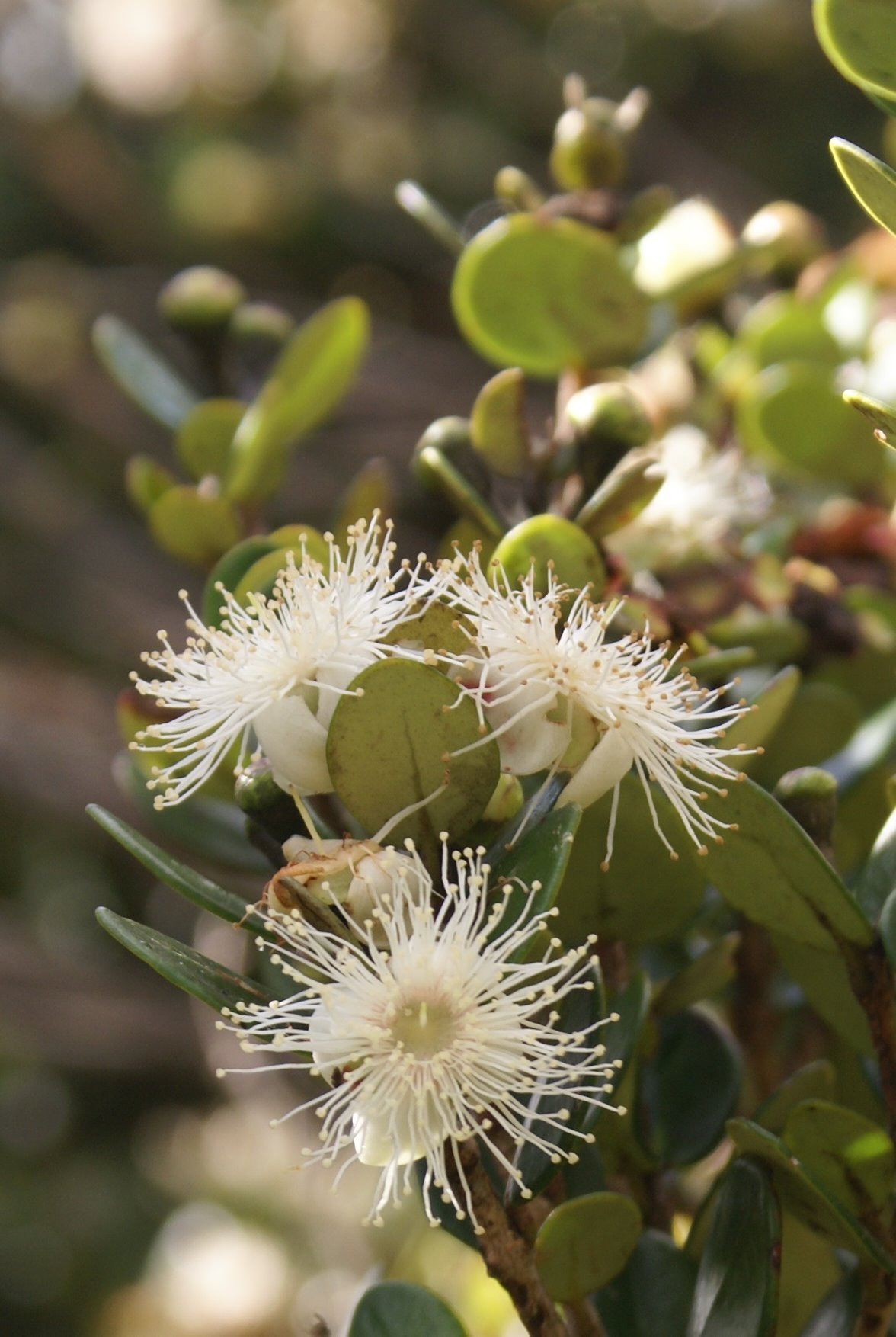
Kvetoucí Eugenia buxifolia

## Popis
Eugenie jsou keře a nevelké stromy, dorůstající zpravidla výšky do 3 až 12, řidčeji i přes 20 metrů. Listy jsou jednoduché, vstřícné, se žláznatě tečkovanou čepelí. Žilnatina je zpeřená, se spojitou žilkou běžící podél okraje.
Květenství jsou nejčastěji hroznovitá nebo stažená do podoby klubka či svazečku, u některých druhů jsou květy jednotlivé nebo po dvou a vyrůstají ze starších větví. Květy jsou pravidelné, oboupohlavné, čtyřčetné. Češule nepřesahuje semeník. Kališní cípy jsou většinou volné nebo výjimečně srostlé, 2 vnější cípy jsou zpravidla kratší než vnitřní. Kalich je vytrvalý nebo opadavý. Koruna je bílá, někdy narůžovělá nebo namodralá, složená ze 4 volných korunních plátků. Semeník je srostlý ze 2 plodolistů a se 2 komůrkami s několika až mnoha vajíčky. Plodem je kulovitá, elipsoidní nebo podlouhlá bobule obsahující 1 nebo řidčeji několik poměrně velkých semen. Na vrcholu plodu je vytrvalý kalich nebo jen jizva po opadlém kalichu.

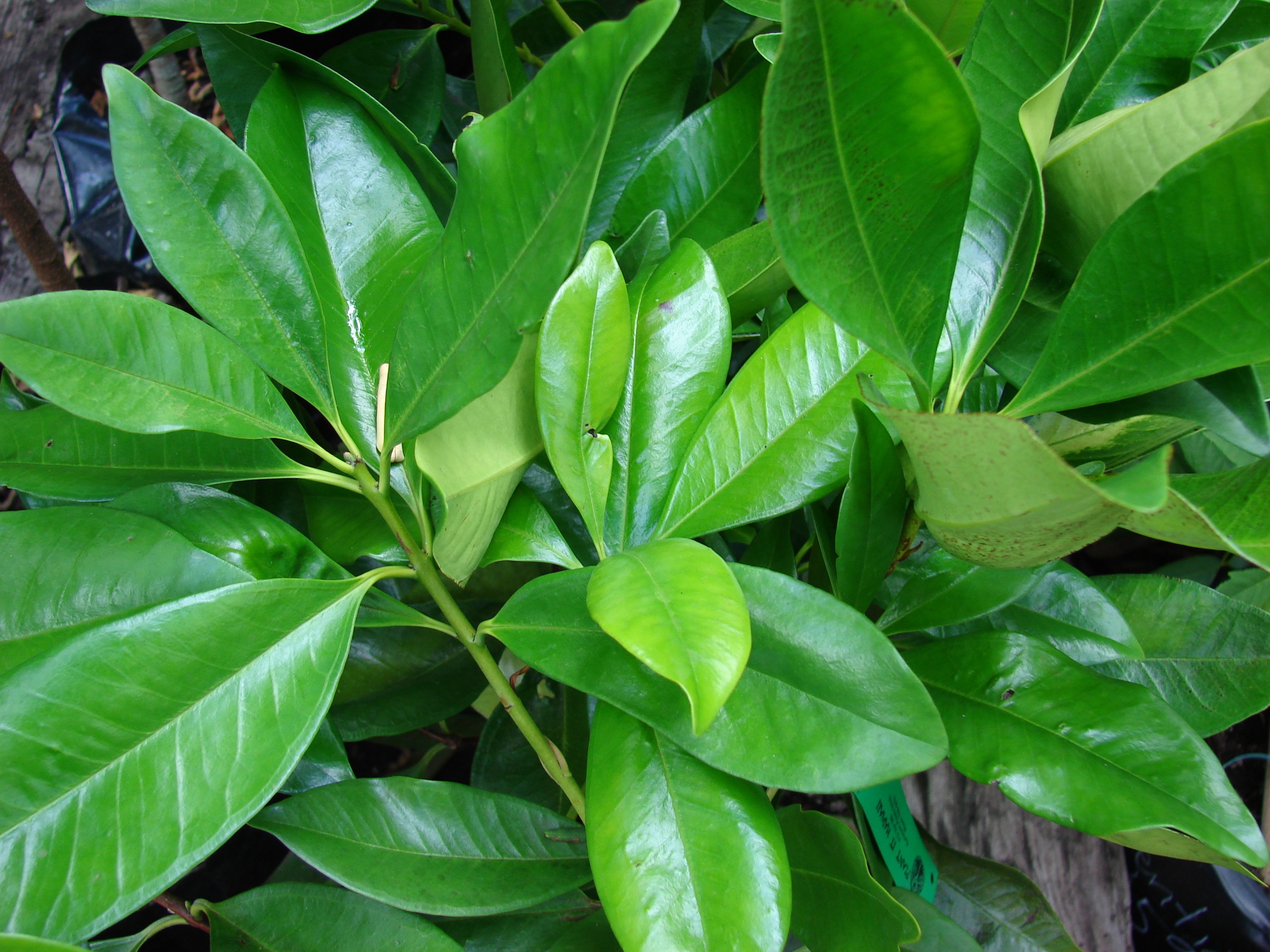
Olistění E. brasiliensis
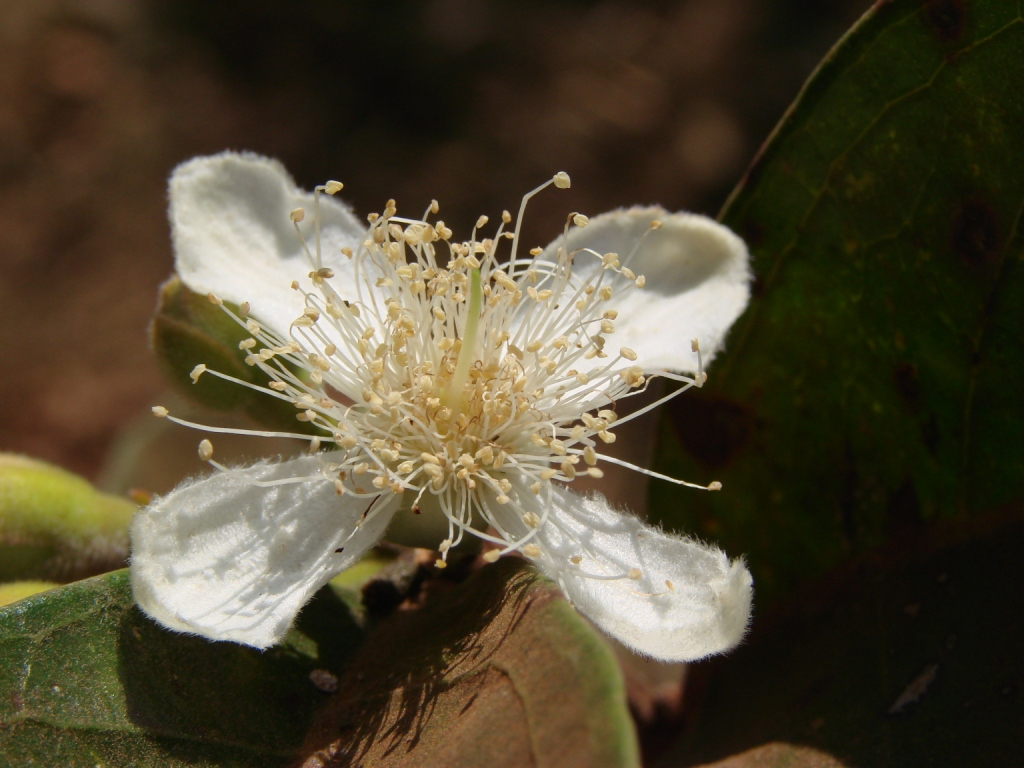
Květ E. klotzschiana
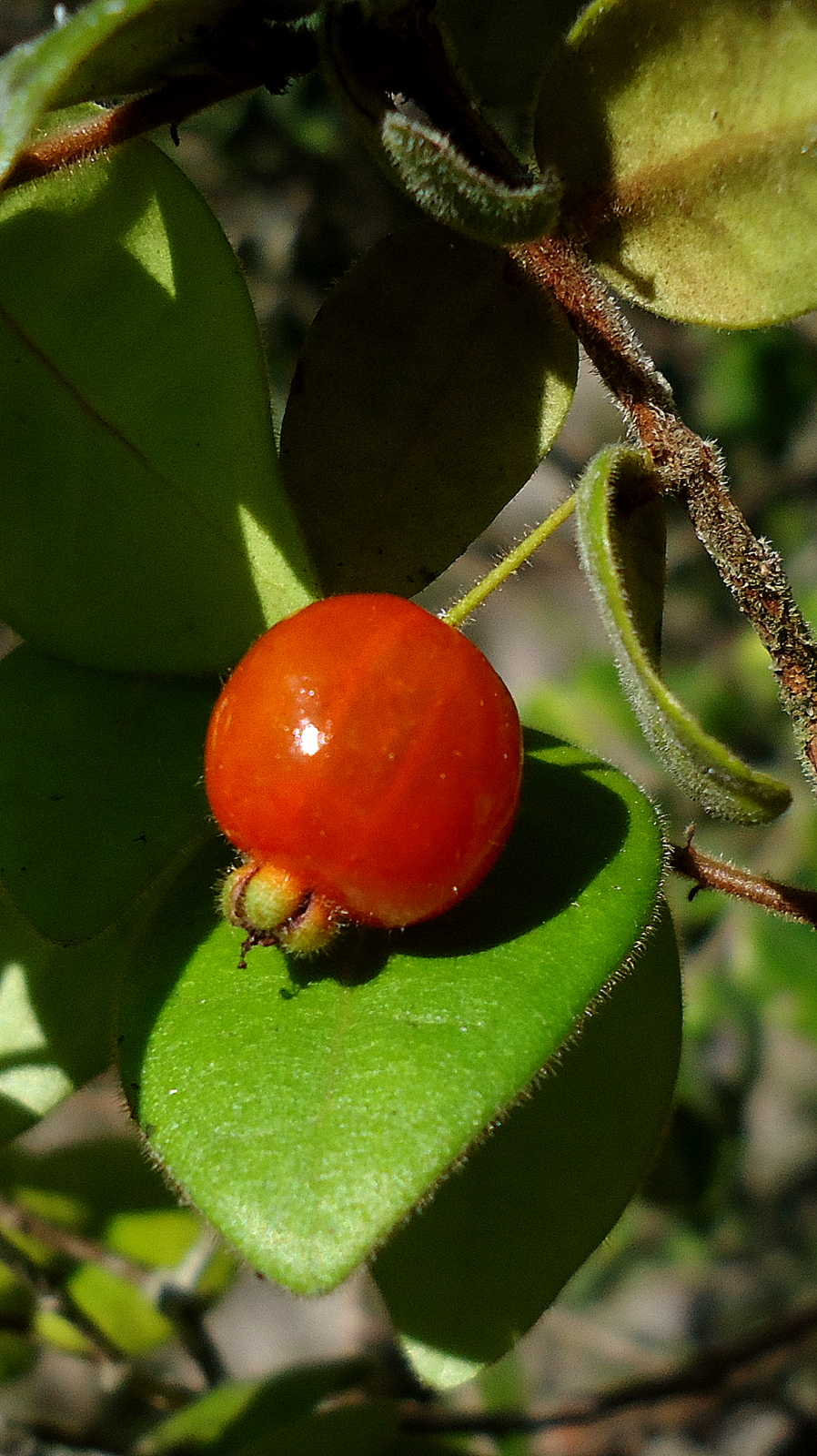
Plod E. hirta

## Rozšíření
Rod eugenie zahrnuje více než 1000 druhů. Je nerovnoměrně zastoupen v tropech či subtropech všech kontinentů. Největší počet druhů roste v tropické Americe, kde je eugenie největším rodem čeledi myrtovité. Areál sahá od jižní Floridy až po Argentinu a zahrnuje i Karibské ostrovy. Centrum druhové diverzity je v Brazílii (asi 400 druhů). V brazilském biotopu známém jako atlantský les představuje eugenie druhově nejbohatší rod stromů.
V rámci USA je výskyt eugenií omezen na jižní Floridu a přesahují sem ze Střední Ameriky či Karibiku celkem 4 druhy. Rod je dosti hojně zastoupen v Karibské oblasti, v rámci Střední Ameriky pak zejména v Guatemale.
Z Afriky je udáváno okolo 150 druhů, největší počet jich roste na Madagaskaru (66) a ve středozápadní tropické Africe (37). Eugenie jsou rozšířeny nerovnoměrně téměř na celém africkém kontinentu s výjimkou severní Afriky. Do severovýchodní tropické Afriky zasahuje pouze jediný druh.
V tropické Asii se vyskytuje asi 46 druhů, z toho většina na indickém subkontinentu (33) a Jihovýchodní Asii (10). Do Číny ani východní Asie rod nezasahuje. Na Nové Guineji a v Indočíně jsou zastoupeny málo. V Tichomoří roste 35 druhů, z toho drtivá většina (29) na Nové Kaledonii. V Austrálii se vyskytuje jediný druh, E. reinwardtiana, zasahující do Queenslandu a nejsevernější Západní Austrálie.
Eugenie rostou v podrostu tropických deštných, poloopadavých nebo opadavých lesů, na jejich okrajích, na savanách, keřové vegetaci různých typů (cerrado, restinga aj.), na březích řek, často na periodicky zaplavovaných místech, též na skalních výchozech. Vyskytují se v nížinách i v horách v nadmořských výškách až 1700 metrů a rostou dokonce i na vrcholech venezuelských stolových hor.

## Rozlišovací znaky
Rod eugenie se odlišuje od jiných podobných rodů čeledi myrtovité zejména morfologickými znaky na květech a plodech. Plody jsou převážně jednosemenné, semena mají spojené dělohy a vnitřek semene je tedy homogenní, češule nepřesahuje semeník. Blízce příbuzné rody Calycorectes a Plinia mají protaženou češuli přesahující semeník. Květy jsou buď v hroznovitých květenstvích nebo jednotlivé a ramiflorní, nikdy však jednotlivé úžlabní (na rozdíl např. od rodu Psidium). Květy a plody jsou na rozdíl od většiny druhů Plinia či Myrciaria zpravidla stopkaté.

## Ekologické interakce

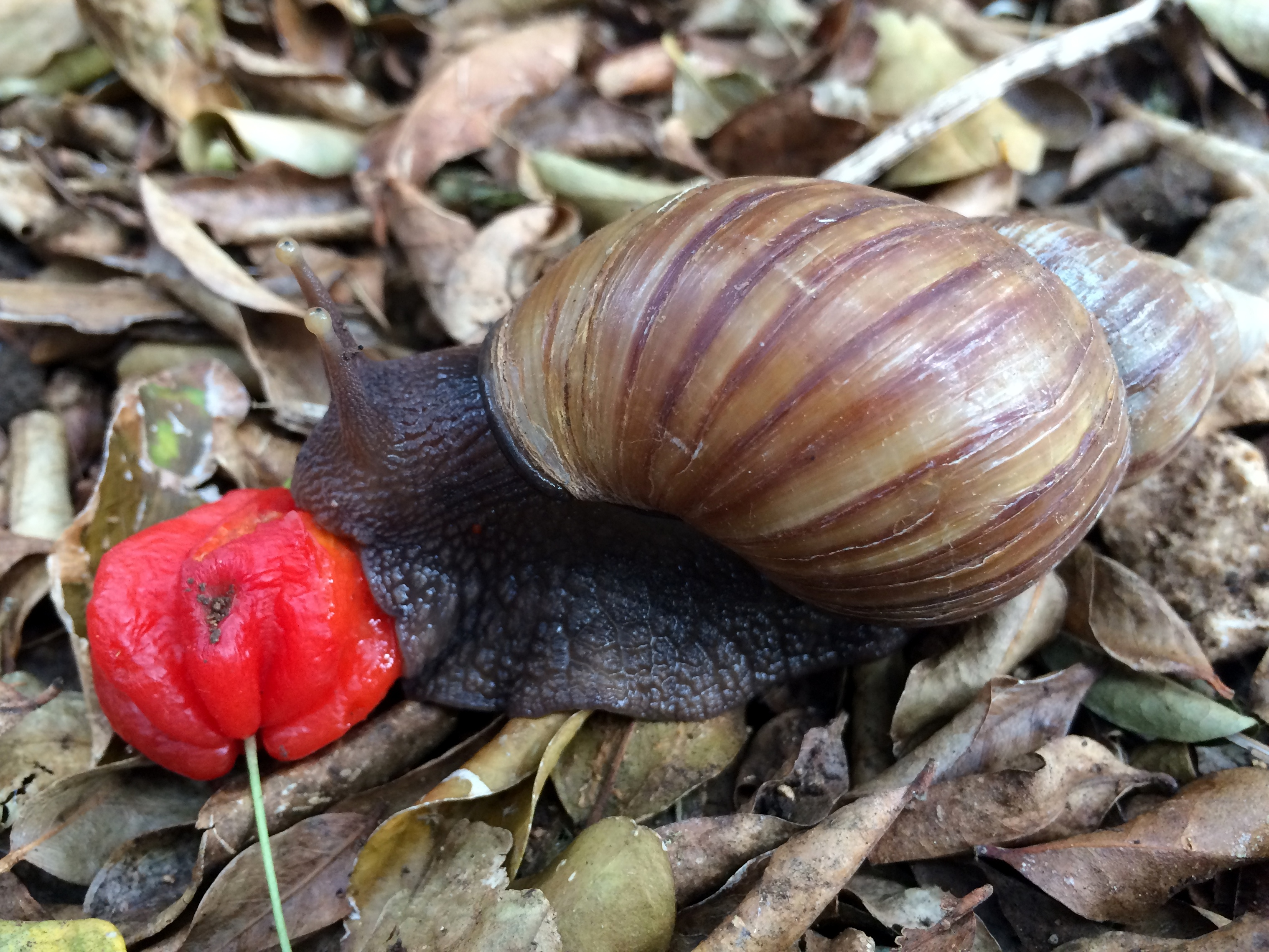
Africký šnek oblovka hodující na plodu eugenie jednokvěté

Oboupohlavné květy eugenií jsou navštěvovány rozličným hmyzem, zejména blanokřídlými, dvoukřídlými a brouky. Hlavními opylovači jsou včely. Některé druhy jsou schopné samoopylení, jiné jsou cizosprašné. Semena jsou šířena zejména ptáky konzumujícími plody. V Brazílii rozšiřuje semena druhu E. umbelliflora též psovitá šelma maikong (Cerdocyon thous).

## Taxonomie
Taxonomie rodu Eugenia má složitou historii, neboť je obtížné jej oproti jiných rodům myrtovitých jednoznačně vymezit. Existuje značné množství synonym – pro různé druhy rodu Eugenia již bylo dosud použito okolo 70 různých rodových jmen. Samotný druh Eugenia punicifolia má celkem 58 synonym. Typový druh Eugenia uniflora popsal Carl Linné v díle Species Plantarum z roku 1753. První revize rodu byla publikována Niedenzu v roce 1893 a rod Eugenia v ní byl zejména na základě morfologie květů rozdělen do několika menších rodů. Tato koncepce byla později odmítnuta a rod byl nadále klasifikován v širším pojetí. Další revizi zveřejnili Merrill a Perry v roce 1938. Jejich klasifikace byla založena zejména na struktuře semen a z rodu Eugenia byl mj. vyčleněn obsáhlý rod Syzygium, rozšířený výhradně ve Starém světě. Autoři Ingle a Dadswell publikovali v roce 1953 výsledky zkoumání anatomie dřeva a rozlišili v rámci Eugenia s.l. 2 skupiny. První zahrnovala rod Eugenia, druhá pak dnešní rody Acmena, Cleistocalyx a Syzygium.
V předběžné fylogenetické studii publikované v roce 2014 je rod Eugenia s.l. rozdělen na 2 monofyletické rody: Eugenia a Myrcianthes. Naopak rody Calycorectes, Hexachlamys, Phyllocalyx a Stenocalyx jsou vřazeny do rodu Eugenia, neboť jinak by byl parafyletický. Druh E. apiculata byl přeřazen do rodu Luma.

## Zástupci
- eugenie jednokvětá (Eugenia uniflora)

## Význam

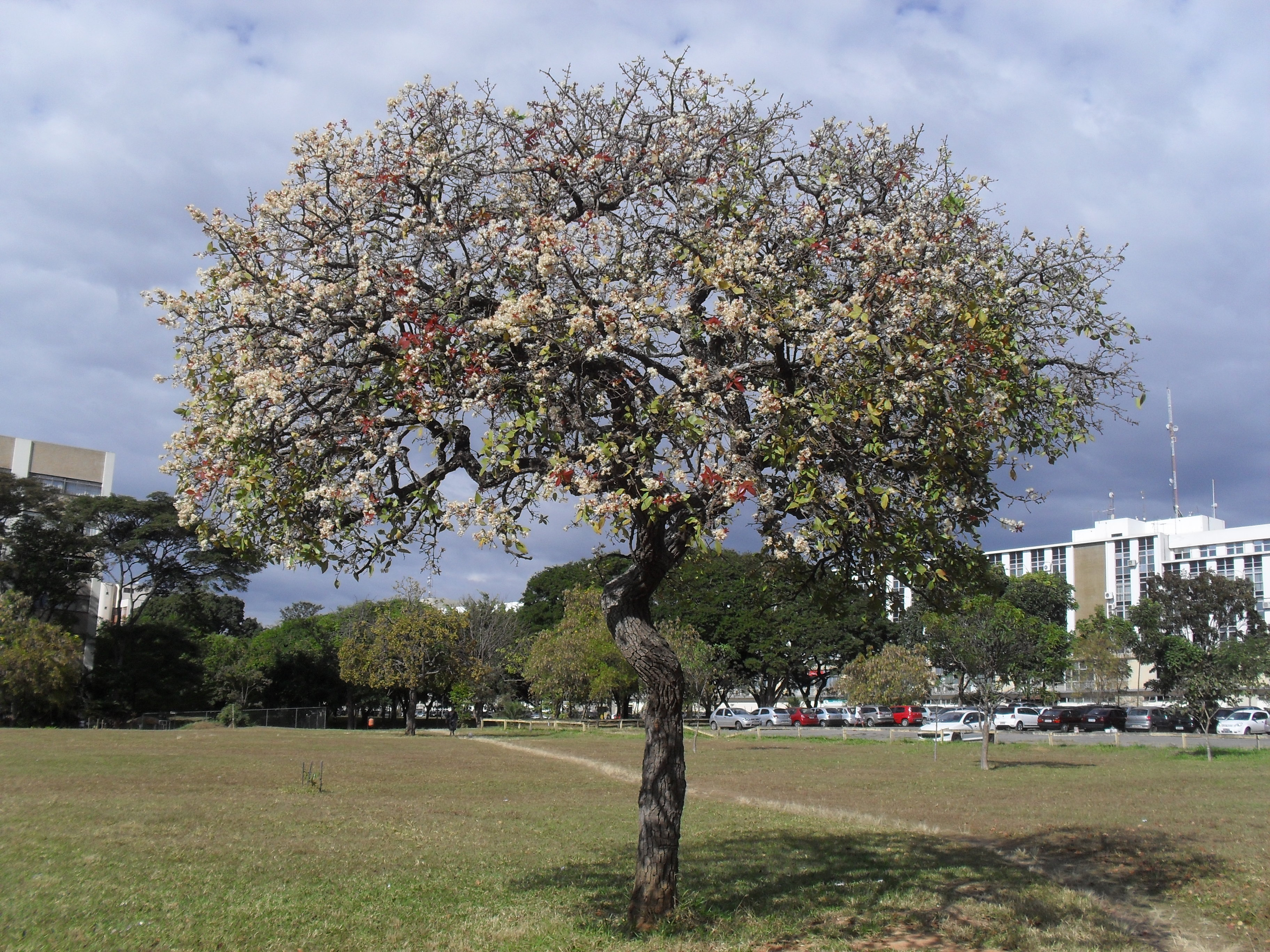
Eugenia dysenterica v květu

Řada druhů eugénií má jedlé plody. Mimo to mají význam zejména v domorodé medicíně.

### Ovoce
Eugenie jednokvětá (Eugenia uniflora) je pěstována v tropech a subtropech po celém světě pro kvalitní a chutné ovoce, známé jako pitanga nebo brazilská třešeň. Dužnina plodů je sladká, příjemně aromatická, semena jsou hořká a nejedlá. Konzumují se čerstvé nebo se z nich vyrábějí různé sirupy, marmelády a také likéry. Řidčeji se pěstuje druh E. brasiliensis, pocházející z jižní a východní Brazílie a známý jako grumichama.
Jedlé plody místního významu má celá řada druhů eugenií. Ze šířeji rozšířených je to např. E. punicifolia, E. ligustrina, E. pseudopsidium a E. moschata, v Brazílii E. arrabidae, E. dulcis, E. dysenterica, E. cerasiflora, E. luschnathiana, E. myrobalana, E. pisiformis a E. supraaxillaris, v Karibiku E. disticha a E. lineata, ve Venezuele E. cribrata a E. yatuae, v jižní Africe E. zeyheri. Listy E. acris se na Jamajce přidávají do omáček.
Pod neplatným, avšak dosud používaným názvem Eugenia myrtifolia neboli martej myrtolistá je v České republice jako pokojová a užitková rostlina prodáván australský druh hřebíčkovce Syzygium australe s jedlými plody.

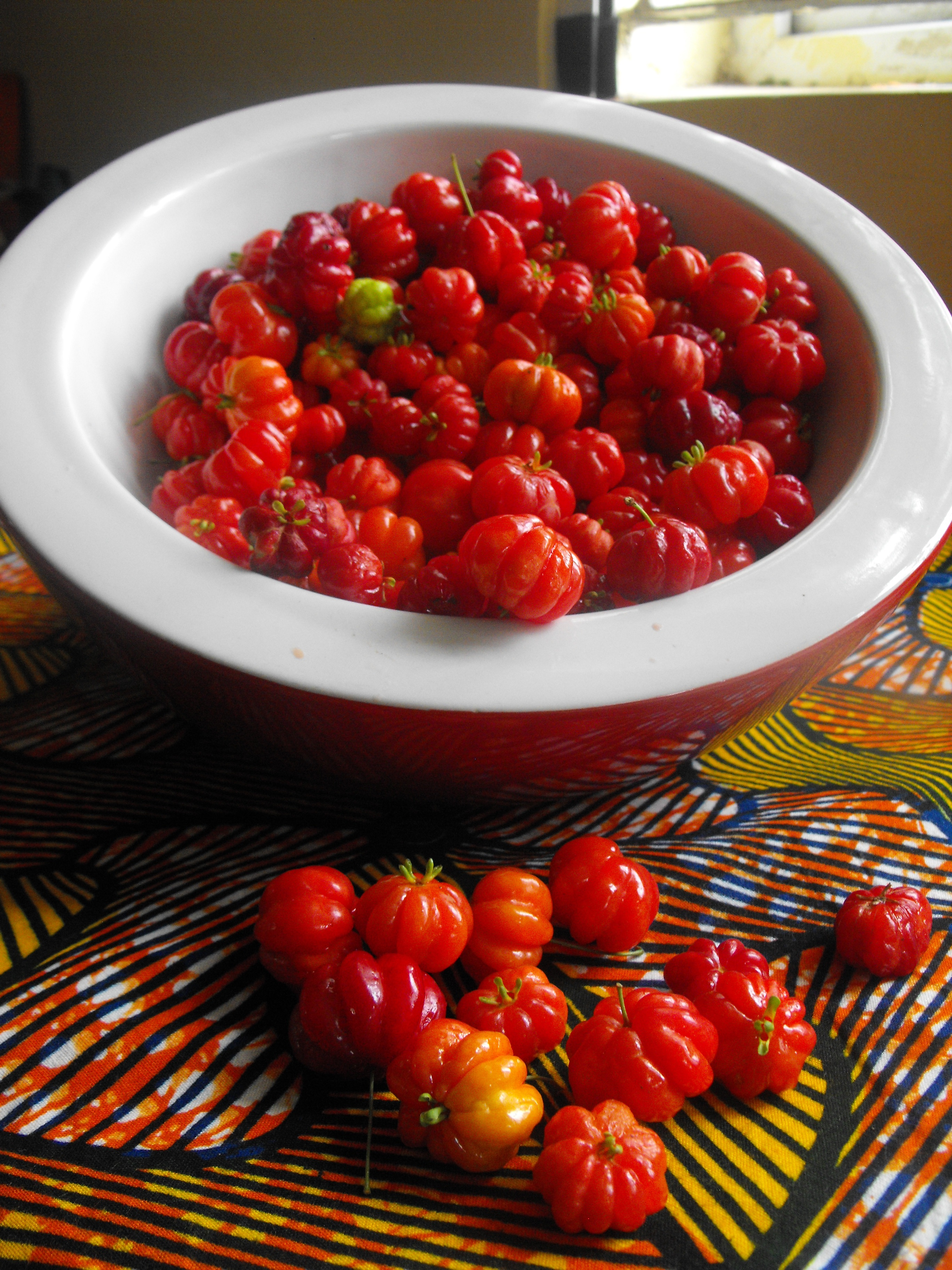
Pitanga, plody eugenie jednokvěté
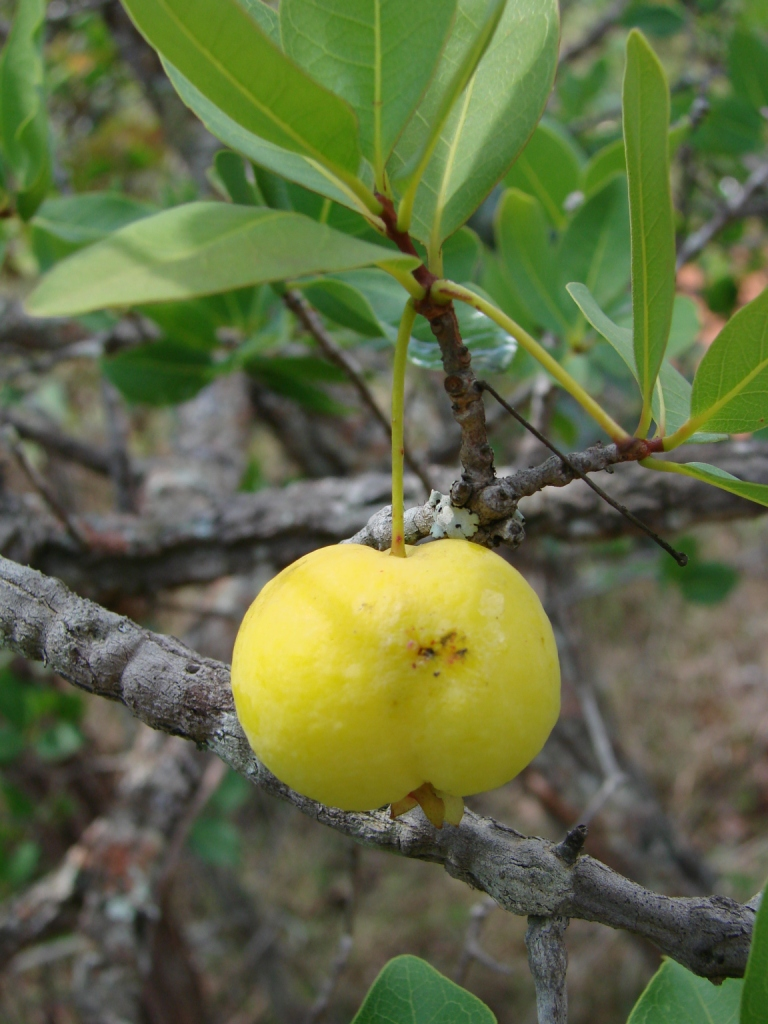
Plod E. dysenterica

### Medicína
Některé druhy eugenií jsou používány v tropické Americe při bolesti v krku, nachlazení a průjmech. Nálev či odvar z listů E. uniflora slouží v oblasti Guyany k léčení chřipky, kašle, horečky, zánětu průdušek a používá se jako hořké tonikum.